# Іловець (Калузька область)
Іловець (рос. Иловец) — присілок в Спас-Деменському районі Калузької області Російської Федерації.
Населення становить 0 осіб. Входить до складу муніципального утворення Присілок Снопот.

## Історія
Від 2004 року входить до складу муніципального утворення Присілок Снопот

## Населення
| 2002 | 2007 | 2010 |
| ---- | ---- | ---- |
| 12   | ↘8   | ↘0   |